# Campionato europeo delle nazioni 2008-2010 (rugby a 15)
Il Campionato europeo delle nazioni 2008-10 (in francese Championnat d'Europe des nations 2008-10) fu la 7ª edizione del campionato europeo delle nazioni, la 42ª edizione del torneo internazionale organizzato dalla FIRA ‒ Associazione Europea di Rugby e, relativamente alla sua prima divisione, il 38º e 39º campionato europeo di rugby a 15.
Si tenne dall’8 novembre 2008 al 27 marzo 2010 tra 6 squadre che si affrontarono con la formula del girone unico con gare di andata e ritorno.
Il torneo servì come base per la qualificazione della zona europea alla Coppa del Mondo 2011 secondo un complesso meccanismo che prevedeva, alla fine delle gare d'andata (2008-09), una serie di incontri eliminatori tra le squadre prime classificate dalla divisione 3.C fino alla 2.B, e successivamente con la vincitrice della divisione 2.A 2008-10 e infine spareggio della squadra emergente da tali eliminatorie con la terza classificata della prima divisione 2008-10 per un posto nei ripescaggi intercontinentali.
Le squadre piazzate ai primi due posti della classifica finale 2008-10 della prima divisione, invece, si qualificarono direttamente alla Coppa del Mondo di rugby 2011.
Il titolo di squadra campione, altresì, era in palio su base annuale, per cui nel corso del biennio furono assegnati due titoli, uno per la stagione 2008-09 e l'altro per la stagione 2009-10; a retrocedere fu invece la squadra che, al termine della classifica biennale combinata, occupò l'ultimo posto della graduatoria.
Per quanto riguarda il titolo di campione d'Europa, per la stagione 2008-09 il trofeo andò alla Georgia che, nell'ultimo incontro del girone d'andata, vinse in casa della Russia (nell'occasione a Mariupol' in Ucraina) prima in classifica alla penultima giornata.
Per la stagione successiva, invece, fu la Romania ad aggiudicarsi il titolo.
Nella classifica generale combinata si classificò prima la citata Georgia, mentre al secondo posto si piazzò la Russia che, con due gare d'anticipo, guadagnò la sua prima storica qualificazione alla Coppa del Mondo.
La Romania, terza classificata alle spalle delle due qualificate, fu invece destinata alla disputa dello spareggio contro l'altra squadra europea uscita dalle eliminatorie continentali al fine di accedere ai ripescaggi interzona per l'ultimo posto utile alla competizione mondiale.
I due incontri tra Georgia e Russia, i cui Paesi erano in grave tensione diplomatica a causa della guerra in Ossezia del Sud del 2008, si tennero in campo neutro: nella citata Mariupol' quello d'andata e a Trebisonda, in Turchia, quello di ritorno.
Il torneo vide il ritorno in 1ª divisione della Germania, già presente fin dalle prime edizioni negli anni trenta ma mai più figurante nella massima serie da 25 anni, ultima volta nel 1982-83.
Tuttavia al termine del torneo i tedeschi si classificarono ultimi con dieci sconfitte e nessun punto di bonus, retrocedendo in divisione 2.A del biennio successivo.
L'Ucraina vinse la divisione 2.A e insieme alla promozione al torneo maggiore accedette al quarto turno delle eliminatorie mondiali; in tale divisione non fu disputato l'incontro tra Polonia e Moldavia: infatti, a causa dell'incidente aereo in cui perse la vita il presidente polacco Lech Kaczyński insieme alla moglie e a diversi membri di governo e sottogoverno, l'incontro, previsto per il 10 aprile 2010, fu inizialmente rinviato a giugno, ma successivamente annullato in quanto ininfluente sulla classifica finale.
Per quanto riguarda le altre divisioni interessate alla qualificazione alla Coppa del Mondo, la divisione 2.B fu vinta dai Paesi Bassi che primeggiarono anche dopo le gare d'andata e accedettero quindi al terzo turno delle qualificazioni mondiali; la divisione 3.A fu dominata a punteggio pieno dalla Lituania che accedette al secondo turno delle qualificazioni; anche tale girone vide una partita annullata, quella tra Svizzera e Lituania, inizialmente rinviata a causa del blocco aereo che fece seguito all'eruzione del vulcano islandese Eyjafjöll, ma successivamente anch'essa annullata per via della non rilevanza per gli esiti della classifica finale.
A disputare il primo turno furono Slovenia e Israele, prime a metà torneo e successivamente vincitrici rispettivamente delle divisioni 3.B e 3.C e promosse rispettivamente in 3.A e 3.B.
Infine, in divisione 3.D fu Cipro a vincere un torneo caratterizzato dal ritiro della Slovacchia dopo tre incontri (nell'ordine sconfitta 32-46 contro Bosnia ed Erzegovina, 7-33 contro Cipro e vittoria 11-10 contro Monaco), i quali furono eliminati dalla classifica generale.
Per tutte le divisioni il sistema di punteggio previde 3 punti per la vittoria, 2 per il pareggio, 1 per la sconfitta e 0 per il forfait; fu l'ultima volta in cui tale metodo fu adottato, perché dall'edizione successiva anche il campionato europeo assunse il punteggio dell'Emisfero Sud già in uso all'epoca nel Tri Nations e nella fase a gironi della Coppa del Mondo.

## Squadre partecipanti
| 1ª divisione | Divisione 2.A | Divisione 2.B | Divisione 3.A | Divisione 3.B | Divisione 3.C | Divisione 3.D        |
| ------------ | ------------- | ------------- | ------------- | ------------- | ------------- | -------------------- |
| Georgia      | Belgio        | Croazia       | Andorra       | Austria       | Bulgaria      | Azerbaigian          |
| Germania     | Moldavia      | Lettonia      | Armenia       | Danimarca     | Finlandia     | Bosnia ed Erzegovina |
| Portogallo   | Polonia       | Malta         | Lituania      | Norvegia      | Grecia        | Cipro                |
| Romania      | Rep. Ceca     | Paesi Bassi   | Serbia        | Slovenia      | Israele       | Monaco               |
| Russia       | Ucraina       | Svezia        | Svizzera      | Ungheria      | Lussemburgo   | Slovacchia           |
| Spagna       |               |               |               |               |               |                      |

## 1ª divisione

### Stagione 2008-09
| Arbitro: | Bruno Bessot |

|                                           |      |                |
| Gresev Koršunov Matveev Motorin Panasenko | mt   | Feijoo Sempere |
| J. Kušnarëv (3) Motorin                   | tr   | Gratton        |
| J. Kušnarëv (3)                           | c.p. | Gratton        |

| Arbitro: | Paolo Ventura |

|         |      |               |
| Martín  | mt   | Wiedemann     |
| Riu     | tr   |               |
| Riu (4) | c.p. | Wiedemann (2) |
| Riu     | drop |               |

| Arbitro: | Graham Knox |

|          |    |                                                             |
| Brierley | mt | Chkhikvadze Gorgodze (2) Kacharava Machkhaneli Zirakashvili |
|          | tr | Barkalaia Kvirikashvili (3)                                 |

| Arbitro: | Mauro Dordolo |

|         |      |          |
| Souto   | mt   |          |
| Palumbo | tr   |          |
| Palumbo | c.p. | Mitu (3) |

| Arbitro: | Simon McDowell |

|                |      |                |
| Mesquita Silva | mt   | Koršunov Kuzin |
| Leal (2)       | tr   | Motorin        |
|                | c.p. | Motorin (2)    |

| Arbitro: | Christophe Berdos |

|                      |      |                 |
| Kacharava Zedginidze | mt   | D. Mateus Silva |
| Kvirikashvili (2)    | tr   | Leal (2)        |
| Kvirikashvili (2)    | c.p. | Leal (2)        |

| Arbitro: | Colin Stanley |

|  |      |                         |
|  | mt   | Barbuliceanu Fercu Mitu |
|  | tr   | Mitu (2)                |
|  | c.p. | Mitu                    |

| Arbitro: | Stefano Penné |

|                                         |      |                     |
| D.P. Mateus Mesquita Murre Silva V. Uva | mt   | Cabral (2) Leal (3) |
| Cabral (2) Leal                         | c.p. | Davies (2)          |

| Arbitro: | Franck Maciello |

|             |      |                                                                                |
| Palumbo     | mt   | Abuseridze Chkhikvadze Gorgodze (2) Kacharava Malaguradze Natriashvili tecnica |
|             | tr   | Malaguradze (6)                                                                |
| Palumbo (2) | c.p. | Malaguradze                                                                    |

| Arbitro: | Gwyn Morris |

|                       |      |                            |
| Carpo Dascălu Dimofte | mt   | Gvozdovskij (2) Kuzin      |
| Mitu Vlaicu           | tr   | J. Kušnarëv (2)            |
|                       | c.p. | Ključnikov J. Kušnarëv (2) |

| Arbitro: | Andrew McMenemy |

|                                   |      |                  |
| Gorgodze Machkhaneli Urjukashvili | mt   | Barbuliceanu (2) |
| Kvirikashvili Malaguradze         | tr   | Calafeteanu (2)  |
| Kvirikashvili Malaguradze (2)     | c.p. | Calafeteanu (3)  |

| Arbitro: | Giulio de Santis |

|                       |      |                     |
| Girão Murre           | mt   |                     |
| Cabral                | tr   | Gratton             |
| Cabral (2) Leal Pinto | c.p. | Gratton Palumbo (2) |
|                       | drop | Palumbo             |

| Arbitro: | Philippe Bonhoure |

|             |      |            |
| Fercu Manta | mt   | Severino   |
| Mitu        | tr   | Cabral     |
| Mitu (3)    | c.p. | Cabral (5) |

| Arbitro: | Didier Mené |

|                  |      |                                                              |
| Gvozdovskij (2)  | mt   | Khinchagashvili Labadze Machkhaneli Malaguradze Urjukashvili |
| J. Kušnarëv      | tr   | Kvirikashvili (2)                                            |
| J. Kushnarev (3) | c.p. |                                                              |

| Arbitro: | John Paul Doyle |

|  |      |                                                                      |
|  | mt   | Babaev Gvozdovskij Ključnikov K. Kušnarëv J. Kušnarëv Matveev Trišin |
|  | tr   | J. Kušnarëv (2) Motorin (4)                                          |
|  | c.p. | J. Kušnarëv (2)                                                      |

#### Classifica stagione 2008-09
|  | Classifica | G | V | N | P | PF  | PS  | P±   | PT |
|  | ---------- | - | - | - | - | --- | --- | ---- | -- |
|  | Georgia    | 5 | 4 | 1 | 0 | 170 | 80  | +90  | 14 |
|  | Russia     | 5 | 4 | 0 | 1 | 162 | 77  | +85  | 13 |
|  | Portogallo | 5 | 3 | 1 | 1 | 124 | 84  | +40  | 12 |
|  | Romania    | 5 | 2 | 0 | 3 | 104 | 88  | 16   | 9  |
|  | Spagna     | 5 | 1 | 0 | 4 | 77  | 151 | -74  | 7  |
|  | Germania   | 5 | 0 | 0 | 5 | 25  | 179 | -154 | 5  |

### Stagione 2009-10
| Arbitro: | Patrick Pechambert |

|                                                                                             |      |        |
| Kvirikashvili (2) Machkhaneli (2) Nemsadze (2) Samkharadze (2) Udessiani Zibzibadze tecnica | mt   |        |
| Kvirikashvili (11)                                                                          | tr   |        |
|                                                                                             | c.p. | Davies |

| Arbitro: | Franck Maciello |

|                 |      |          |
| Janjuškin       | mt   | Gardener |
|                 | tr   | Gardener |
| J. Kušnarëv (3) | c.p. | Gardener |

| Arbitro: | Claudio Passacantando |

|                                                                              |    |           |
| Calafeteanu Carpo (2) Ciuntu Dimofte Dima Dumitraş Fercu Sîrbu Toniţa Zebega | mt | Sztyndera |
| Calafeteanu (3) Vlaicu (3)                                                   | tr |           |

| Arbitro: | Tim Hayes |

|                |      |                                         |
| Gratton Martín | mt   | Gresev Janjuškin Ključnikov J. Kušnarëv |
| Gratton (2)    | tr   | J. Kušnarëv (3)                         |
| Gratton (2)    | c.p. | J. Kušnarëv (4)                         |

| Arbitro: | Andrew Small |

|          |      |                   |
| Gardener | mt   | Abuseridze        |
| Cabral   | tr   | Kvirikashvili     |
| Gardener | c.p. | Kvirikashvili (2) |
|          | drop | Malaguradze       |

| Arbitro: | Jean-Pierre Matheu |

|                                      |      |          |
| Dadunashvili Tavartkiladze Udessiani | mt   |          |
| Kvirikashvili                        | tr   |          |
|                                      | c.p. | Nava (3) |

| Arbitro: | Greg Garner |

|                 |      |                        |
| Gvozdovskij (2) | mt   | Botezatu Dimofte       |
| J. Kušnarëv     | tr   | Calafeteanu            |
| J. Kušnarëv (3) | c.p. | Calafeteanu (2) Vlaicu |

| Arbitro: | Neil Patterson |

|  |      |                                                   |
|  | mt   | Correia Fernandes Leal Mateus Mesquita (3) V. Uva |
|  | tr   | Cabral (5) Gardener (4)                           |
|  | c.p. | Cabral (2)                                        |

| Arbitro: | Simon McDowell |

|              |      |               |
| Tonița       | mt   | Nemsadze      |
| Dumbravă     | tr   | Kvirikashvili |
| Dumbravă (4) | c.p. | Malaguradze   |
| Dumbravă     | drop |               |

| Arbitro: | Pascal Gaüzère |

|                                                         |      |            |
| Artem'ev Chrochin Matveev Minadze Ostrouško (2) tecnica | mt   | Krause     |
| Ključnikov J. Kušnarëv                                  | tr   |            |
| Ključnikov J. Kušnarëv (2)                              | c.p. | Gungor (2) |

| Arbitro: | Stefano Penné |

|               |      |                          |
| Canosa Martin | mt   | Aguilar Correia Oliveira |
| Nava          | tr   | Cabral (3)               |
| Nava          | c.p. | Cabral (3) Gardener      |

| Arbitro: | Carlo Damasco |

|                    |      |                        |
| Krause v. Grumbkow | mt   | Gugernadze Heredia (2) |
| Heimpel (2)        | tr   | Sempere (3)            |
| Heimpel            | c.p. |                        |

| Arbitro: | Jérôme Garcès |

|                                                      |      |             |
| Chkhaidze Natriashvili Nemsadze Zirakashvili tecnica | mt   | Ključnikov  |
| Kvirikashvili (4)                                    | tr   |             |
|                                                      | c.p. | J. Kušnarëv |
| Kvirikashvili                                        | drop |             |

| Arbitro: | James Jones |

|                   |      |                 |
|                   | mt   | Dimofte tecnica |
|                   | tr   | Dumbravă (2)    |
| Gardener Leal (2) | c.p. | Dumbravă (2)    |

| Arbitro: | John Lacey |

|                                          |      |      |
| Ciuntu Dimofte Dumitraş (2) Fercu Lucaci | mt   |      |
| Dumbravă Vlaicu (5)                      | tr   |      |
| Vlaicu (2)                               | c.p. | Mazo |

#### Classifica stagione 2009-10
|  | Classifica | G | V | N | P | PF  | PS  | P±   | PT |
|  | ---------- | - | - | - | - | --- | --- | ---- | -- |
|  | Romania    | 5 | 4 | 1 | 0 | 178 | 48  | +130 | 14 |
|  | Georgia    | 5 | 4 | 0 | 1 | 156 | 52  | +85  | 13 |
|  | Russia     | 5 | 3 | 1 | 1 | 129 | 98  | +31  | 12 |
|  | Portogallo | 5 | 2 | 0 | 3 | 131 | 65  | +66  | 9  |
|  | Spagna     | 5 | 1 | 0 | 4 | 68  | 153 | -85  | 7  |
|  | Germania   | 5 | 0 | 0 | 5 | 33  | 282 | -249 | 5  |

### Classifica combinata 2008-10
|               | Classifica | G  | V | N | P  | PF  | PS  | P±   | PT |
| ------------- | ---------- | -- | - | - | -- | --- | --- | ---- | -- |
|               | Georgia    | 10 | 8 | 1 | 1  | 326 | 132 | +194 | 27 |
|               | Russia     | 10 | 7 | 1 | 2  | 291 | 175 | +116 | 25 |
|               | Romania    | 10 | 6 | 1 | 3  | 282 | 136 | +146 | 23 |
|               | Portogallo | 10 | 5 | 1 | 4  | 255 | 149 | +106 | 21 |
|               | Spagna     | 10 | 2 | 0 | 8  | 145 | 304 | -159 | 14 |
| Retrocessione | Germania   | 10 | 0 | 0 | 10 | 58  | 461 | -403 | 10 |

## 2ª divisione

### Divisione 2.A
| Data       | Incontro             | Risultato | Sede      |
| ---------- | -------------------- | --------- | --------- |
| 4-10-2008  | Polonia ― Ucraina    | 12-13     | Łódź      |
| 1-11-2008  | Belgio ― Ucraina     | 9-8       | Bruxelles |
| 15-11-2008 | Rep. Ceca ― Polonia  | 7-13      | Ostrava   |
| 15-11-2008 | Moldavia ― Belgio    | 20-8      | Chișinău  |
| 22-11-2008 | Rep. Ceca ― Moldavia | 11-9      | Praga     |
| 15-3-2009  | Belgio ― Rep. Ceca   | 15-15     | Bruxelles |
| 22-3-2009  | Ucraina ― Rep. Ceca  | 20-10     | Odessa    |
| 9-5-2009   | Ucraina ― Moldavia   | 32-0      | Kiev      |
| 16-5-2009  | Moldavia ― Polonia   | 28-30     | Chișinău  |
| 30-5-2009  | Polonia ― Belgio     | 14-3      | Varsavia  |
| 12-9-2009  | Ucraina ― Polonia    | 19-12     | Kiev      |
| 10-10-2009 | Ucraina ― Belgio     | 13-11     | Kiev      |
| 25-10-2009 | Polonia ― Rep. Ceca  | 5-19      | Varsavia  |
| 31-10-2009 | Belgio ― Moldavia    | 14-3      | Bruxelles |
| 14-11-2009 | Moldavia ― Rep. Ceca | 45-30     | Chișinău  |
| 3-4-2010   | Rep. Ceca ― Belgio   | 16-19     | Praga     |
| 10-4-2010  | Rep. Ceca ― Ucraina  | 27-16     | Říčany    |
| 10-4-2010  | Polonia ― Moldavia   | n/d       | ―         |
| 24-4-2010  | Moldavia ― Ucraina   | 28-19     | Chișinău  |
| 24-4-2010  | Belgio ― Polonia     | 29-8      | Bruxelles |

|  | Classifica | G | V | N | P | PF  | PS  | P±  | PT |
|  | ---------- | - | - | - | - | --- | --- | --- | -- |
|  | Ucraina    | 8 | 5 | 0 | 3 | 140 | 109 | +31 | 18 |
|  | Belgio     | 8 | 4 | 1 | 3 | 108 | 97  | +11 | 17 |
|  | Rep. Ceca  | 8 | 3 | 1 | 4 | 121 | 128 | -7  | 15 |
|  | Moldavia   | 7 | 3 | 0 | 4 | 129 | 140 | -11 | 13 |
|  | Polonia    | 7 | 3 | 0 | 4 | 97  | 121 | -24 | 13 |

### Divisione 2.B
| Data       | Incontro               | Risultato | Sede       |
| ---------- | ---------------------- | --------- | ---------- |
| 25-10-2008 | Svezia ― Lettonia      | 21-5      | Vänersborg |
| 25-10-2008 | Malta ― Croazia        | 16-18     | Paola      |
| 1-11-2008  | Paesi Bassi ― Croazia  | 18-12     | Amsterdam  |
| 1-11-2008  | Svezia ― Malta         | 6-9       | Vänersborg |
| 8-11-2008  | Lettonia ― Paesi Bassi | 10-29     | Jelgava    |
| 18-4-2009  | Paesi Bassi ― Svezia   | 36-24     | Amsterdam  |
| 18-4-2009  | Lettonia ― Malta       | 19-32     | Riga       |
| 25-4-2009  | Malta ― Paesi Bassi    | 9-27      | Paola      |
| 25-4-2009  | Croazia ― Lettonia     | 21-13     | Macarsca   |
| 2-5-2009   | Croazia ― Svezia       | 23-13     | Spalato    |
| 24-10-2009 | Lettonia ― Croazia     | 9-23      | Riga       |
| 31-10-2009 | Croazia ― Malta        | 34-14     | Spalato    |
| 31-10-2009 | Svezia ― Paesi Bassi   | 16-19     | Trelleborg |
| 7-11-2009  | Malta ― Svezia         | 25-23     | Paola      |
| 7-11-2009  | Paesi Bassi ― Lettonia | 57-3      | Amsterdam  |
| 17-4-2010  | Lettonia ― Svezia      | 31-27     | Riga       |
| 17-4-2010  | Paesi Bassi ― Malta    | 19-0      | Amsterdam  |
| 24-4-2010  | Croazia ― Paesi Bassi  | 16-14     | Spalato    |
| 24-4-2010  | Malta ― Lettonia       | 27-10     | Paola      |
| 1-5-2010   | Svezia ― Croazia       | 17-14     | Enköping   |

|  | Classifica  | G | V | N | P | PF  | PS  | P±   | PT |
|  | ----------- | - | - | - | - | --- | --- | ---- | -- |
|  | Paesi Bassi | 8 | 7 | 0 | 1 | 204 | 75  | +129 | 22 |
|  | Croazia     | 8 | 6 | 0 | 2 | 161 | 114 | +47  | 20 |
|  | Malta       | 8 | 4 | 0 | 4 | 132 | 156 | -24  | 16 |
|  | Svezia      | 8 | 2 | 0 | 6 | 147 | 164 | -15  | 12 |
|  | Lettonia    | 8 | 1 | 0 | 7 | 100 | 237 | -137 | 10 |

## 3ª divisione

### Spareggio divisione 3.C - 3.D
| Netanya 6 settembre 2008, ore 18 EEST | Israele      | 23 – 14 referto | Cipro | Wingate Sports Institute\| Arbitro: \| Eric Gauzins \| |
| Arbitro:                              | Eric Gauzins |                 |       |                                                        |

### Divisione 3.A
| Data       | Incontro            | Risultato | Sede      |
| ---------- | ------------------- | --------- | --------- |
| 13-9-2008  | Serbia ― Armenia    | 0–41      | Smederevo |
| 18-10-2008 | Armenia ― Svizzera  | 35-15     | Abovyan   |
| 8-11-2008  | Andorra ― Lituania  | 10-26     | Andorra   |
| 15-11-2008 | Lituania ― Svizzera | 33-0      | Vilna     |
| 6-12-2008  | Serbia ― Andorra    | 32-7      | Smederevo |
| 14-3-2009  | Svizzera ― Andorra  | 32-9      | Berna     |
| 21-3-2009  | Andorra ― Armenia   | 36-10     | Andorra   |
| 4-4-2009   | Svizzera ― Serbia   | 6-12      | Nyon      |
| 2-5-2009   | Lituania ― Serbia   | 50-9      | Vilna     |
| 9-5-2009   | Armenia ― Lituania  | 19-24     | Abovyan   |
| 10-10-2009 | Lituania ― Andorra  | 40-12     | Šiauliai  |
| 24-10-2009 | Serbia ― Svizzera   | 13-8      | Belgrado  |
| 31-10-2009 | Lituania ― Armenia  | 25-0      | Klaipėda  |
| 22-11-2009 | Svizzera ― Armenia  | 18-0      | Yverdon   |
| 29-11-2009 | Andorra ― Serbia    | 21-7      | Andorra   |
| 3-4-2010   | Armenia ― Andorra   | 26-17     | Abovyan   |
| 10-4-2010  | Armenia ― Serbia    | 20-19     | Abovyan   |
| 17-4-2010  | Svizzera ― Lituania | n/d       | ―         |
| 24-4-2010  | Serbia ― Lituania   | 5-77      | Belgrado  |
| 8-5-2010   | Andorra ― Svizzera  | 10-0      | Andorra   |

|  | Classifica | G | V | N | P | PF  | PS  | P±   | PT |
|  | ---------- | - | - | - | - | --- | --- | ---- | -- |
|  | Lituania   | 7 | 7 | 0 | 0 | 275 | 55  | +220 | 21 |
|  | Armenia    | 8 | 4 | 0 | 4 | 151 | 154 | -3   | 16 |
|  | Serbia     | 8 | 3 | 0 | 5 | 97  | 230 | -133 | 14 |
|  | Andorra    | 8 | 3 | 0 | 5 | 122 | 173 | -51  | 14 |
|  | Svizzera   | 7 | 2 | 0 | 5 | 79  | 112 | -33  | 11 |

### Divisione 3.B
| Data       | Incontro             | Risultato | Sede      |
| ---------- | -------------------- | --------- | --------- |
| 13-9-2008  | Slovenia ― Ungheria  | 32-26     | Lubiana   |
| 27-9-2008  | Norvegia ― Ungheria  | 15-26     | Oslo      |
| 11-10-2008 | Norvegia ― Austria   | 11-3      | Oslo      |
| 18-10-2008 | Danimarca ― Slovenia | 19-25     | Odense    |
| 1-11-2008  | Austria ― Slovenia   | 9-18      | Vienna    |
| 8-11-2008  | Ungheria ― Danimarca | 39-12     | Kecskemét |
| 11-4-2009  | Danimarca ― Norvegia | 20-18     | Odense    |
| 18-4-2009  | Ungheria ― Austria   | 25-13     | Esztergom |
| 25-4-2009  | Austria ― Danimarca  | 6-27      | Linz      |
| 25-4-2009  | Slovenia ― Norvegia  | 14-10     | Lubiana   |
| 10-10-2009 | Ungheria ― Slovenia  | 17-11     | Pécs      |
| 17-10-2009 | Austria ― Slovenia   | 13-15     | Lubiana   |
| 17-10-2009 | Norvegia ― Danimarca | 15-8      | Bergen    |
| 31-10-2009 | Danimarca ― Ungheria | 27-18     | Odense    |
| 14-11-2009 | Austria ― Norvegia   | 9-12      | Vienna    |
| 24-4-2010  | Danimarca ― Austria  | 24-13     | Odense    |
| 1-5-2010   | Ungheria ― Norvegia  | 34-17     | Esztergom |
| 15-5-2010  | Slovenia ― Danimarca | 14-12     | Lubiana   |
| 15-5-2010  | Austria ― Ungheria   | 19-17     | Linz      |
| 22-5-2010  | Norvegia ― Slovenia  | 13-16     | Ålesund   |

|  | Classifica | G | V | N | P | PF  | PS  | P±  | PT |
|  | ---------- | - | - | - | - | --- | --- | --- | -- |
|  | Slovenia   | 8 | 6 | 0 | 2 | 143 | 121 | +22 | 20 |
|  | Ungheria   | 8 | 5 | 0 | 3 | 202 | 146 | +56 | 18 |
|  | Danimarca  | 8 | 4 | 0 | 4 | 149 | 148 | +1  | 16 |
|  | Norvegia   | 8 | 3 | 0 | 5 | 111 | 130 | -19 | 14 |
|  | Austria    | 8 | 2 | 0 | 6 | 87  | 147 | -60 | 12 |

### Divisione 3.C
| Data       | Incontro                | Risultato | Sede           |
| ---------- | ----------------------- | --------- | -------------- |
| 4-10-2008  | Finlandia ― Lussemburgo | 19-27     | Helsinki       |
| 11-10-2008 | Finlandia ― Grecia      | 10-12     | Helsinki       |
| 15-11-2008 | Bulgaria ― Israele      | 8-11      | Pernik         |
| 22-11-2008 | Grecia ― Israele        | 10-25     | Kifisià        |
| 29-11-2008 | Lussemburgo ― Bulgaria  | 10-8      | Lussemburgo    |
| 21-3-2009  | Israele ― Lussemburgo   | 30-0      | Netanya        |
| 11-4-2009  | Grecia ― Bulgaria       | 41-18     | Alessandropoli |
| 25-4-2009  | Bulgaria ― Finlandia    | 29-10     | Pernik         |
| 25-4-2009  | Lussemburgo ― Grecia    | 14-17     | Lussemburgo    |
| 2-5-2009   | Israele ― Finlandia     | 70-8      | Netanya        |
| 3-10-2009  | Finlandia ― Bulgaria    | 13-36     | Helsinki       |
| 24-10-2009 | Bulgaria ― Lussemburgo  | 25-12     | Pernik         |
| 24-10-2009 | Lussemburgo ― Finlandia | 9-3       | Lussemburgo    |
| 27-2-2010  | Grecia ― Finlandia      | 31-10     | Patrasso       |
| 13-3-2010  | Grecia ― Lussemburgo    | 17-9      | Atene          |
| 10-4-2010  | Israele ― Bulgaria      | 50-10     | Netanya        |
| 17-4-2010  | Israele ― Grecia        | 39-0      | Netanya        |
| 24-4-2010  | Bulgaria ― Grecia       | 18-15     | Pernik         |
| 1-5-2010   | Lussemburgo ― Israele   | 17-19     | Lussemburgo    |
| 12-6-2010  | Finlandia ― Israele     | 6-13      | Helsinki       |

|  | Classifica  | G | V | N | P | PF  | PS  | P±   | PT |
|  | ----------- | - | - | - | - | --- | --- | ---- | -- |
|  | Israele     | 8 | 8 | 0 | 0 | 247 | 59  | +19  | 24 |
|  | Bulgaria    | 8 | 5 | 0 | 3 | 162 | 162 | 0    | 18 |
|  | Grecia      | 8 | 5 | 0 | 3 | 143 | 143 | 0    | 18 |
|  | Lussemburgo | 8 | 2 | 0 | 6 | 98  | 148 | -50  | 12 |
|  | Finlandia   | 8 | 0 | 0 | 8 | 79  | 227 | -148 | 8  |

### Divisione 3.D
| Data       | Incontro                           | Risultato | Sede               |
| ---------- | ---------------------------------- | --------- | ------------------ |
| 11-10-2008 | Monaco ― Bosnia ed Erzegovina      | 5-50      | Mentone            |
| 25-10-2008 | Bosnia ed Erzegovina ― Azerbaigian | 18-7      | Zenica             |
| 29-11-2008 | Azerbaigian ― Cipro                | 3-37      | Baku               |
| 6-12-2008  | Cipro ― Monaco                     | 24-3      | Limassol           |
| 31-1-2009  | Monaco ― Azerbaigian               | 38-12     | S. Lorenzo d. Varo |
| 21-3-2009  | Bosnia ed Erzegovina ― Cipro       | 6-8       | Zenica             |
| 10-10-2009 | Bosnia ed Erzegovina ― Monaco      | 23-8      | Zenica             |
| 7-11-2009  | Azerbaigian ― Bosnia ed Erzegovina | 5-16      | Baku               |
| 14-11-2009 | Monaco ― Cipro                     | 5-44      | Mentone            |
| 30-1-2010  | Azerbaigian ― Monaco               | 25-0      | Baku               |
| 5-3-2010   | Cipro ― Azerbaigian                | 59-0      | Pafo               |
| 27-3-2010  | Cipro ― Bosnia ed Erzegovina       | 15-0      | Pafo               |

|  | Classifica           | G | V | N | P | PF  | PS  | P±  | PT |
|  | -------------------- | - | - | - | - | --- | --- | --- | -- |
|  | Cipro                | 6 | 6 | 0 | 0 | 113 | 33  | +80 | 18 |
|  | Bosnia ed Erzegovina | 6 | 4 | 0 | 2 | 113 | 17  | +96 | 14 |
|  | Azerbaigian          | 6 | 1 | 0 | 5 | 59  | 153 | -94 | 8  |
|  | Monaco               | 5 | 1 | 0 | 4 | 27  | 109 | -82 | 7  |
|  | Slovacchia           | — | — | — | — | —   | —   | —   | —  |